# World Games 2005
Die 7. World Games 2005 fanden vom 14. bis zum 24. Juli 2005 in Duisburg statt.
Daneben fanden zahlreiche Sportwettkämpfe in den Partnerstädten Oberhausen, Mülheim an der Ruhr und in Bottrop statt. Die Wettkämpfe wurden an 25 unterschiedlichen Sportstätten ausgetragen, die meisten davon im Sportpark Duisburg. Hier befand sich auch die so genannte World Games Plaza, die bei allen World Games der zentrale Treffpunkt der Sportler und Ort des kulturellen Rahmenprogramms war. Die Austragung der World Games 2005 kostete 15 Millionen Euro.
Die fast zwei Stunden dauernde Eröffnungsfeier fand am 14. Juli 2005 in der Duisburger MSV-Arena statt. Zum ersten Mal in der Geschichte der World Games marschierten die Athleten nicht nach Sportarten, sondern nach Ländern ins Stadion ein. Die World Games 2005 wurden von Bundesinnenminister Otto Schily eröffnet. Bei der Eröffnungsfeier waren ca. 23.000 Zuschauer anwesend, sie wurde von Ulla Kock am Brink moderiert. Für Unterhaltung sorgte ein aufwendiges Kulturprogramm.
Laut Angaben des Veranstalters nahmen 3398 Athleten aus 88 Ländern teil. Schätzungsweise 500.000 Zuschauer haben die World Games 2005 besucht. Davon waren 300.000 Zuschauer beim kulturellen Rahmenprogramm, 150.000 Zuschauer besuchten die Wettkämpfe und insgesamt 50.000 Zuschauer waren bei der Eröffnungs- und Schlussfeier anwesend, wobei viele Tickets verschenkt wurden.
Die Nachfrage nach Tickets war schwach und musste durch Rabatte angeheizt werden, auch die Medien und Sponsoren zeigten wenig Interesse. Die World Games wurden von der FAZ kommentiert als „eine Veranstaltung von regionaler Bedeutung ... Allerdings keine ganz preiswerte.“
| Medaillenspiegel der offiziellen Sportarten | Medaillenspiegel der offiziellen Sportarten | Medaillenspiegel der offiziellen Sportarten | Medaillenspiegel der offiziellen Sportarten | Medaillenspiegel der offiziellen Sportarten | Medaillenspiegel der offiziellen Sportarten |
| Platz                                       | Land                                        | G                                           | S                                           | B                                           | Gesamt                                      |
| ------------------------------------------- | ------------------------------------------- | ------------------------------------------- | ------------------------------------------- | ------------------------------------------- | ------------------------------------------- |
| 1.                                          | Russland                                    | 27                                          | 19                                          | 11                                          | 57                                          |
| 2.                                          | Deutschland                                 | 19                                          | 18                                          | 20                                          | 57                                          |
| 3.                                          | Italien                                     | 13                                          | 9                                           | 13                                          | 35                                          |
| 4.                                          | Frankreich                                  | 12                                          | 12                                          | 11                                          | 35                                          |
| 5.                                          | Australien                                  | 7                                           | 9                                           | 4                                           | 20                                          |
| vollständiger Medaillenspiegel              |                                             |                                             |                                             |                                             |                                             |

## Kosten
Im testierten Wirtschaftsplan waren Kosten von 14,838 Millionen Euro geplant, die tatsächlichen Kosten beliefen sich auf 21,4 Millionen. Die Austragung wurde finanziert durch die World Games 2005 GmbH, deren Gesellschafter die vier Austragungsstädte und der Regionalverband Ruhr waren, sowie 2 Mio. Euro Zuschüssen vom Bund, und weiteren Zuschüssen vom Bundesland NRW und dem Westdeutschen Sportbund. Weitere Beiträge leisteten die Sponsoren Ströer (Großsponsor), Haniel, Sparkasse Duisburg, König-Brauerei, Sinalco/Rheinfels Quellen, Stadtwerke Duisburg,  Wohnungsbaugesellschaft Gebag, Mercedes-Benz Rhein-Ruhr, ThyssenKrupp Stahl, Fujitsu Siemens, Duisburger Verkehrsgesellschaft, Wirtschaftsbetriebe Duisburg, duisport und Terstappen.

### World Games 2005 GmbH
Gegründet wurde die GmbH am 8. Oktober 2002 mit einer Befristung bis zum 31. Dezember 2007.
Die Gesellschafter waren:
- Stadt Duisburg (60 %)
- Stadt Mühlheim (10 %)
- Stadt Oberhausen (10 %)
- Stadt Bottrop (10 %)
- Regionalverband Ruhrgebiet (10 %)

Die GmbH hatte als Unternehmenszweck "Die Vorbereitung, Durchführung und Abwicklung der World Games 2005 und die damit verbundene generelle Förderung des Sports auf der Grundlage des zwischen der International World Games Association (IWGA) und der Stadt Duisburg abgeschlossenen Ausrichtungsvertrages vom 25.10.2000."
Geschäftsführer waren der damalige Duisburger Oberbürgermeister Adolf Sauerland und Stadtkämmerer Dr. Peter Langner.
Ende 2005 wurde eine bilanzielle Überschuldung von 1,4 Mio. Euro ausgewiesen. Die Stadt Duisburg als Hauptgesellschafter erklärte für gewährte Darlehen einen Rangrücktritt.

### Finanzierung
Geplant war neben einem Zuschuss der Stadt Duisburg von 3 Mio. Euro auch Eigenleistungen im Wert von 5 Mio. Euro durch städtische Gesellschaften und Personalverleih von Mitarbeitern der Stadt im Wert von 7 Mio. Euro.

## Sportarten
Es wurden insgesamt 40 Sportarten ausgetragen. Neben den 34 Wettkampfsportarten, waren auch sechs Einladungssportarten Teil der siebten World Games. In der Einladungssportart Aikidō werden keine Wettkämpfe ausgetragen. Stattdessen haben mehrere Länderdelegationen ihr Können demonstriert. Zusätzlich wurde im Rahmen der World Games ein großer internationaler Aikido-Lehrgang durchgeführt.

### Wettkampfsportarten
Artistik und Tanzsport
- Rhythmische Sportgymnastik
- Rollkunstlauf
- Sportaerobic
- Sportakrobatik
- Tanzsport
- Trampolinturnen
- Tumbling

Ballsport
- Faustball
- Kanupolo
- Korfball
- 7er-Rugby
- Squash

Kampfsport
- Jiu-Jitsu
- Karate
- Sumō

Präzisionssport
- Billard
  - Dreiband
  - Poolbillard
  - Snooker
- Feldbogenschießen
- Boules
- Bowling
- Casting
- Kegeln

Trendsport
- Fallschirmspringen
- Flossenschwimmen
- Ultimate Frisbee
- Inlinehockey
- Rettungssport
- Orientierungslauf
- Inline-Speedskating
- Sportklettern
- Wasserski
- Wakeboard

Kraftsport
- Bodybuilding
- Kraftdreikampf
- Tauziehen

### Einladungssportarten
- Aikidō (ohne Wettkampf – nur Demonstration)
- American Football
- Beachhandball
- Drachenbootrennen
- Hallenhockey
- Indoor-Trial

## Wettkampfprogramm

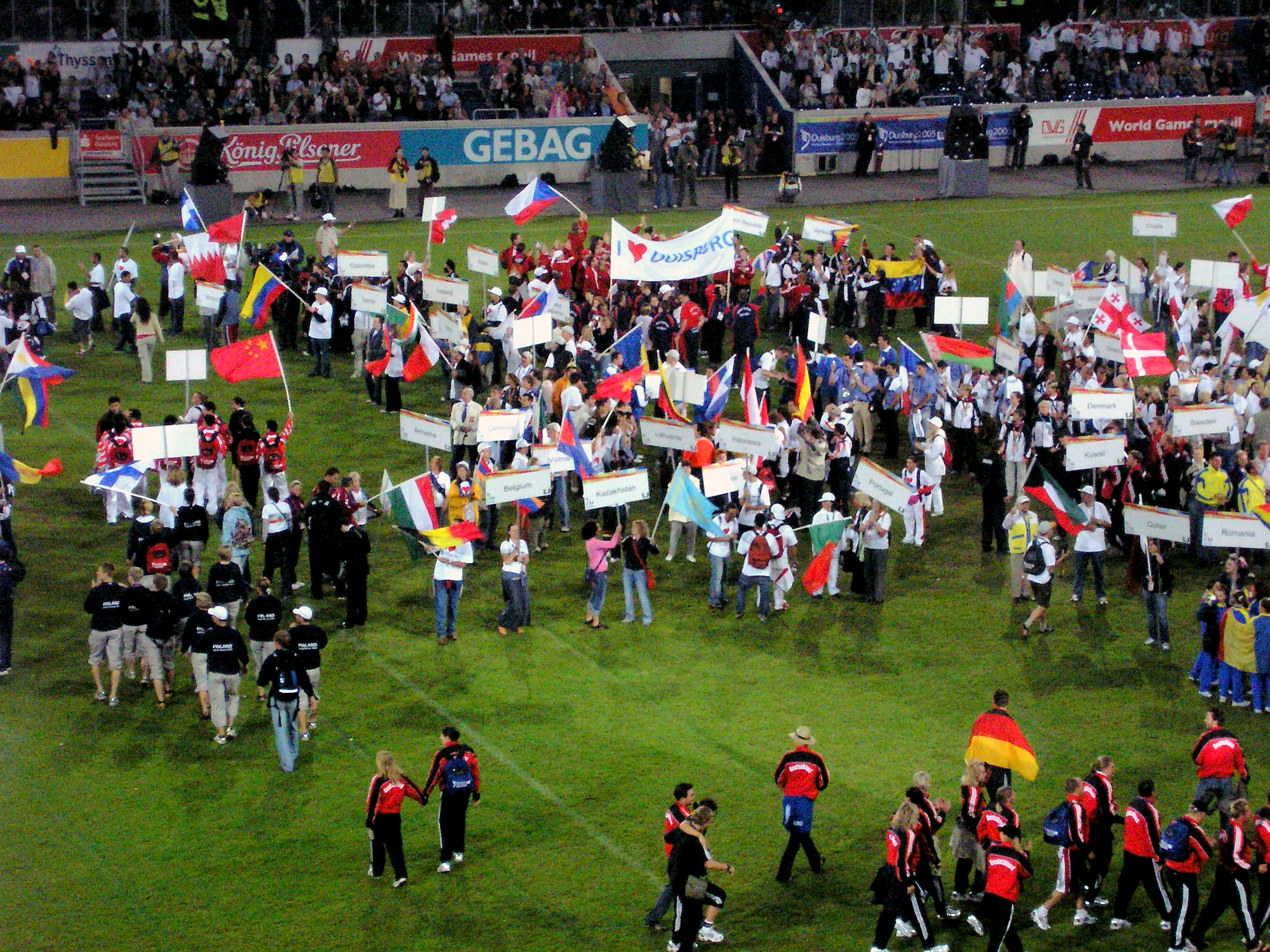
Abschlussfeier der World Games 2005

Legende zum nachfolgend dargestellten Wettkampfprogramm:
|  | Eröffnungs- und Abschlusszeremonie |  | Qualifikationswettkämpfe | ? | Finalentscheidungen |

Letzte Spalte: Gesamtanzahl der Entscheidungen in den einzelnen Sportarten
| Zeitplan der World Games (mit Anzahl der Entscheidungen) | Zeitplan der World Games (mit Anzahl der Entscheidungen) | Zeitplan der World Games (mit Anzahl der Entscheidungen) | Zeitplan der World Games (mit Anzahl der Entscheidungen) | Zeitplan der World Games (mit Anzahl der Entscheidungen) | Zeitplan der World Games (mit Anzahl der Entscheidungen) | Zeitplan der World Games (mit Anzahl der Entscheidungen) | Zeitplan der World Games (mit Anzahl der Entscheidungen) | Zeitplan der World Games (mit Anzahl der Entscheidungen) | Zeitplan der World Games (mit Anzahl der Entscheidungen) | Zeitplan der World Games (mit Anzahl der Entscheidungen) | Zeitplan der World Games (mit Anzahl der Entscheidungen) | Zeitplan der World Games (mit Anzahl der Entscheidungen) |
|                                                          | Do                                                       | Fr                                                       | Sa                                                       | So                                                       | Mo                                                       | Di                                                       | Mi                                                       | Do                                                       | Fr                                                       | Sa                                                       | So                                                       | Gesamt                                                   |
| Juli                                                     | 14.                                                      | 15.                                                      | 16.                                                      | 17.                                                      | 18.                                                      | 19.                                                      | 20.                                                      | 21.                                                      | 22.                                                      | 23.                                                      | 24.                                                      |                                                          |
| -------------------------------------------------------- | -------------------------------------------------------- | -------------------------------------------------------- | -------------------------------------------------------- | -------------------------------------------------------- | -------------------------------------------------------- | -------------------------------------------------------- | -------------------------------------------------------- | -------------------------------------------------------- | -------------------------------------------------------- | -------------------------------------------------------- | -------------------------------------------------------- | -------------------------------------------------------- |
| Eröffnung                                                |                                                          |                                                          |                                                          |                                                          |                                                          |                                                          |                                                          |                                                          |                                                          |                                                          |                                                          |                                                          |
| Aerobic                                                  |                                                          |                                                          |                                                          |                                                          |                                                          |                                                          |                                                          |                                                          |                                                          | 2                                                        | 3                                                        | 5                                                        |
| Aikidō (nur Demonstration)                               |                                                          |                                                          |                                                          |                                                          |                                                          |                                                          |                                                          |                                                          |                                                          | –                                                        |                                                          | –                                                        |
| Akrobatik                                                |                                                          | 2                                                        | 2                                                        | 1                                                        |                                                          |                                                          |                                                          |                                                          |                                                          |                                                          |                                                          | 5                                                        |
| American Football                                        |                                                          |                                                          |                                                          | 1                                                        |                                                          |                                                          |                                                          |                                                          |                                                          |                                                          |                                                          | 1                                                        |
| Beachhandball                                            |                                                          |                                                          |                                                          |                                                          |                                                          |                                                          |                                                          |                                                          |                                                          | 2                                                        |                                                          | 2                                                        |
| Billard                                                  |                                                          |                                                          |                                                          |                                                          |                                                          |                                                          |                                                          |                                                          |                                                          |                                                          | 4                                                        | 4                                                        |
| Bodybuilding                                             |                                                          |                                                          | 7                                                        |                                                          |                                                          |                                                          |                                                          |                                                          |                                                          |                                                          |                                                          | 7                                                        |
| Boules                                                   |                                                          |                                                          |                                                          |                                                          |                                                          |                                                          | 6                                                        |                                                          |                                                          |                                                          |                                                          | 6                                                        |
| Bowling                                                  |                                                          |                                                          |                                                          |                                                          |                                                          | 1                                                        | 2                                                        |                                                          |                                                          |                                                          |                                                          | 3                                                        |
| Casting                                                  |                                                          |                                                          |                                                          |                                                          |                                                          |                                                          |                                                          |                                                          |                                                          |                                                          | 6                                                        | 6                                                        |
| Drachenbootrennen                                        |                                                          |                                                          |                                                          | 2                                                        | 2                                                        |                                                          |                                                          |                                                          |                                                          |                                                          |                                                          | 2                                                        |
| Fallschirmspringen                                       |                                                          |                                                          |                                                          | 5                                                        |                                                          |                                                          |                                                          |                                                          |                                                          |                                                          |                                                          | 5                                                        |
| Faustball                                                |                                                          |                                                          |                                                          |                                                          |                                                          |                                                          |                                                          |                                                          |                                                          |                                                          | 1                                                        | 1                                                        |
| Feldbogenschießen                                        |                                                          |                                                          |                                                          | 6                                                        |                                                          |                                                          |                                                          |                                                          |                                                          |                                                          |                                                          | 6                                                        |
| Flossenschwimmen                                         |                                                          |                                                          |                                                          |                                                          |                                                          |                                                          |                                                          | 5                                                        | 5                                                        |                                                          |                                                          | 10                                                       |
| Hallenhockey                                             |                                                          |                                                          |                                                          |                                                          |                                                          |                                                          |                                                          |                                                          |                                                          |                                                          | 2                                                        | 2                                                        |
| Indor-Trail                                              |                                                          |                                                          |                                                          |                                                          |                                                          |                                                          |                                                          |                                                          |                                                          | 1                                                        |                                                          | 1                                                        |
| Inlinehockey                                             |                                                          |                                                          |                                                          |                                                          |                                                          |                                                          | 1                                                        |                                                          |                                                          |                                                          |                                                          | 1                                                        |
| Inline-Speedskating                                      |                                                          |                                                          |                                                          |                                                          |                                                          | 4                                                        | 4                                                        | 4                                                        |                                                          |                                                          |                                                          | 12                                                       |
| Jiu Jitsu                                                |                                                          |                                                          |                                                          |                                                          |                                                          |                                                          |                                                          |                                                          | 5                                                        | 5                                                        |                                                          | 10                                                       |
| Kanupolo                                                 |                                                          |                                                          |                                                          |                                                          | 2                                                        |                                                          |                                                          |                                                          |                                                          |                                                          |                                                          | 2                                                        |
| Karate                                                   |                                                          |                                                          |                                                          |                                                          |                                                          |                                                          |                                                          |                                                          |                                                          | 7                                                        | 6                                                        | 13                                                       |
| Kegeln                                                   |                                                          |                                                          | 3                                                        |                                                          |                                                          |                                                          |                                                          |                                                          |                                                          |                                                          |                                                          | 3                                                        |
| Korfball                                                 |                                                          |                                                          |                                                          |                                                          |                                                          |                                                          |                                                          |                                                          |                                                          |                                                          | 1                                                        | 1                                                        |
| Kraftdreikampf                                           |                                                          |                                                          | 3                                                        | 3                                                        |                                                          |                                                          |                                                          |                                                          |                                                          |                                                          |                                                          | 6                                                        |
| Lebensrettung                                            |                                                          |                                                          |                                                          |                                                          |                                                          |                                                          |                                                          | 8                                                        | 6                                                        | 2                                                        |                                                          | 16                                                       |
| Orientierungslauf                                        |                                                          |                                                          | 2                                                        | 1                                                        |                                                          |                                                          |                                                          |                                                          |                                                          |                                                          |                                                          | 3                                                        |
| Rhythmische Sportgymnastik                               |                                                          |                                                          |                                                          |                                                          |                                                          |                                                          | 2                                                        | 2                                                        |                                                          |                                                          |                                                          | 4                                                        |
| Rollkunstlauf                                            |                                                          |                                                          |                                                          |                                                          |                                                          |                                                          |                                                          |                                                          |                                                          | 4                                                        |                                                          | 4                                                        |
| 7er-Rugby                                                |                                                          |                                                          |                                                          |                                                          |                                                          |                                                          |                                                          |                                                          |                                                          | 1                                                        |                                                          | 1                                                        |
| Sportklettern                                            |                                                          |                                                          |                                                          |                                                          |                                                          |                                                          |                                                          |                                                          | 2                                                        | 2                                                        |                                                          | 4                                                        |
| Squash                                                   |                                                          |                                                          |                                                          |                                                          |                                                          | 2                                                        |                                                          |                                                          |                                                          |                                                          |                                                          | 2                                                        |
| Sumō                                                     |                                                          |                                                          |                                                          |                                                          |                                                          | 6                                                        | 2                                                        |                                                          |                                                          |                                                          |                                                          | 8                                                        |
| Tanzen                                                   |                                                          |                                                          | 1                                                        | 2                                                        |                                                          |                                                          |                                                          |                                                          |                                                          |                                                          |                                                          | 3                                                        |
| Tauziehen                                                |                                                          |                                                          | 1                                                        | 2                                                        |                                                          |                                                          |                                                          |                                                          |                                                          |                                                          |                                                          | 3                                                        |
| Trampolinturnen                                          |                                                          | 1                                                        | 1                                                        | 2                                                        |                                                          |                                                          |                                                          |                                                          |                                                          |                                                          |                                                          | 4                                                        |
| Tumbling                                                 |                                                          |                                                          | 1                                                        | 1                                                        |                                                          |                                                          |                                                          |                                                          |                                                          |                                                          |                                                          | 2                                                        |
| Ultimate Frisbee                                         |                                                          |                                                          |                                                          |                                                          |                                                          |                                                          |                                                          |                                                          |                                                          |                                                          | 1                                                        | 1                                                        |
| Wakeboard                                                |                                                          |                                                          |                                                          |                                                          |                                                          | 2                                                        |                                                          |                                                          | 2                                                        |                                                          |                                                          | 4                                                        |
| Wasserski                                                |                                                          |                                                          |                                                          |                                                          |                                                          |                                                          |                                                          |                                                          |                                                          | 4                                                        |                                                          | 4                                                        |
| Abschluss                                                |                                                          |                                                          |                                                          |                                                          |                                                          |                                                          |                                                          |                                                          |                                                          |                                                          |                                                          |                                                          |
| Medaillenentscheidungen                                  |                                                          | 3                                                        | 21                                                       | 26                                                       | 4                                                        | 15                                                       | 17                                                       | 19                                                       | 20                                                       | 30                                                       | 24                                                       | 179                                                      |
| Juli                                                     | 14.                                                      | 15.                                                      | 16.                                                      | 17.                                                      | 18.                                                      | 19.                                                      | 20.                                                      | 21.                                                      | 22.                                                      | 23.                                                      | 24.                                                      |                                                          |
|                                                          | Do                                                       | Fr                                                       | Sa                                                       | So                                                       | Mo                                                       | Di                                                       | Mi                                                       | Do                                                       | Fr                                                       | Sa                                                       | So                                                       | Gesamt                                                   |

## Ergebnisse
Im Medaillenspiegel war Russland mit 27 Goldmedaillen erfolgreichste Nation, gefolgt von Deutschland und Italien. Österreich und die Schweiz landeten auf den Plätzen 13 und 14.

## Sportstätten
| Stadt               | Austragungsstätten |
| ------------------- | --- |
| Duisburg            | Sportpark Duisburg (Alfrediplatz, Dreieckswiese, Bertasee, Regattabahn Duisburg, Schwimmstadion, Scania-Arena, MSV-Arena, Sportschule Wedau, Strandbad Wedau), Landschaftspark Duisburg-Nord (Kraftzentrale, Gießhalle), Rhein-Ruhr-Halle, Rheinhausenhalle, Sporthalle Krefelder Straße, Theater am Marientor, Toeppersee (Freibad Toeppersee, Toeppersee Nordufer) |
| Mülheim an der Ruhr | Bowlingcenter im Rhein-Ruhr-Zentrum, Mülheimer Wald, Schloss Broich/MüGa-Gelände, RWE Sporthalle, Squash-Center |
| Oberhausen          | König-Pilsener-Arena |
| Bottrop             | Jahnstadion, Saalbau |

## Galerie

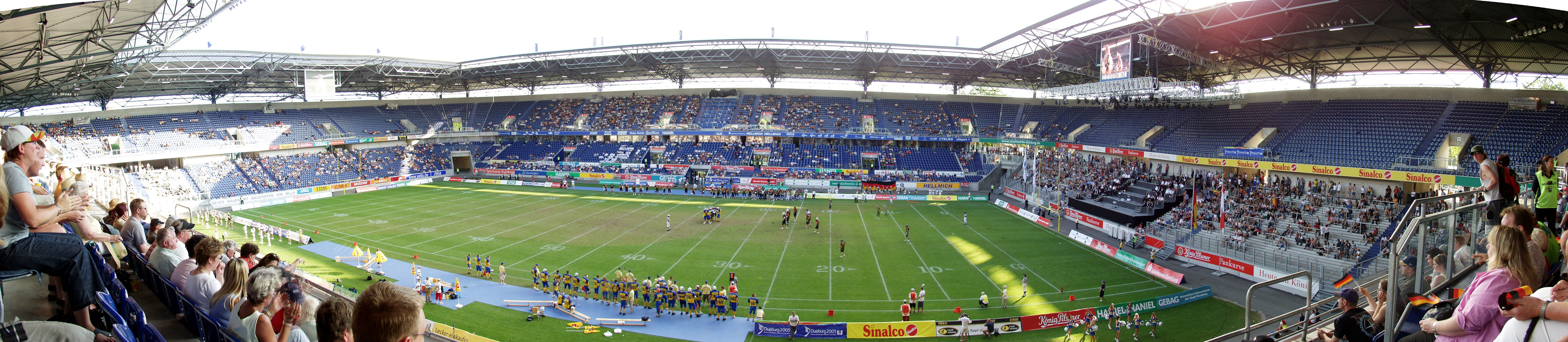
American-Football-Finale in der MSV-Arena
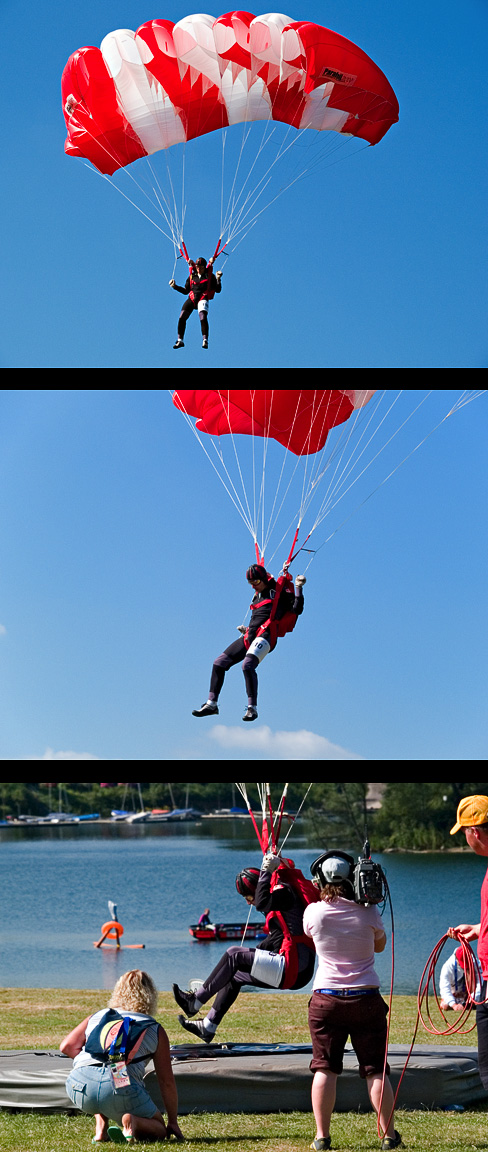
Wettbewerb im Fallschirmspringen
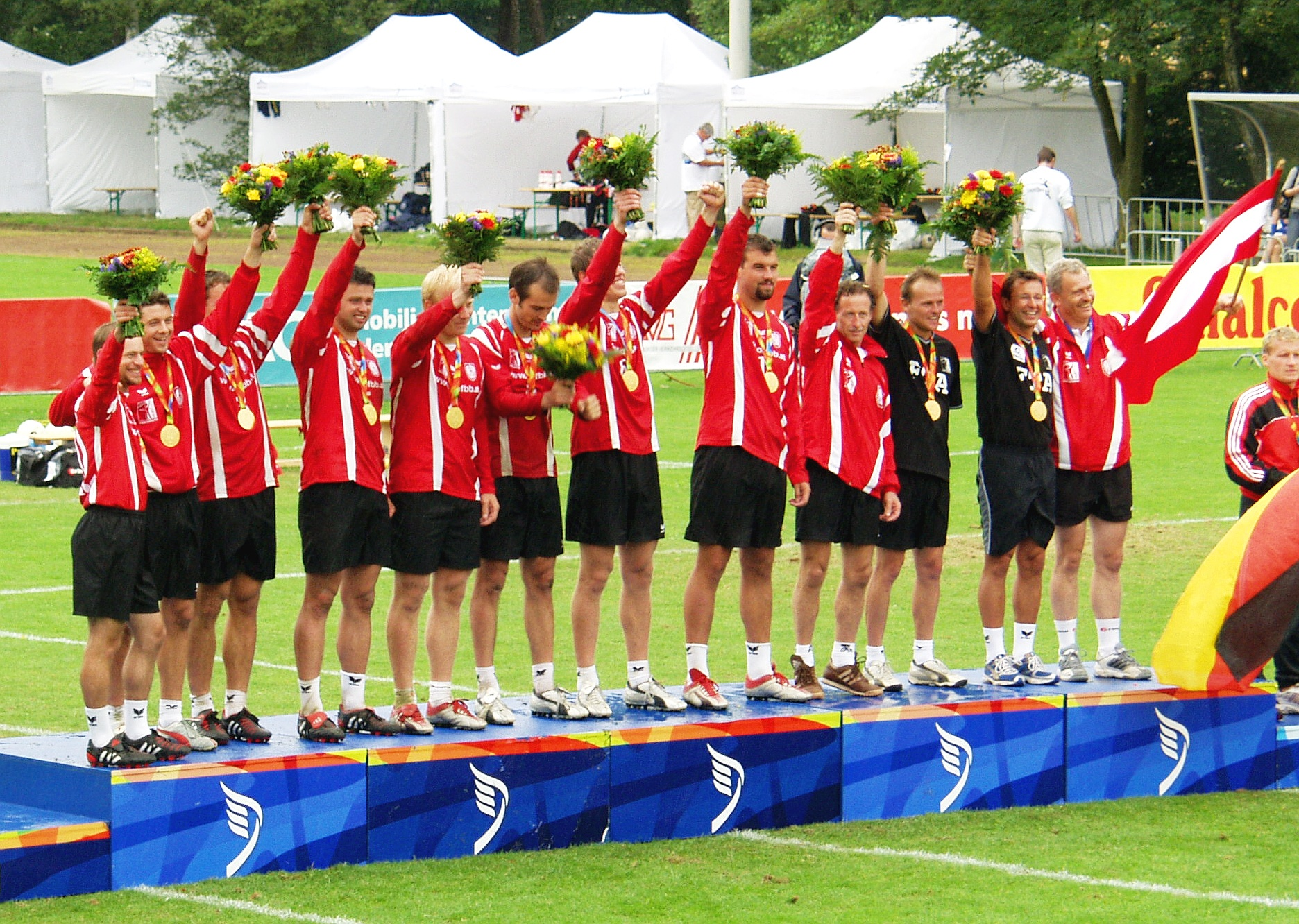
Österreichs Faustballmannschaft bei der Siegerehrung
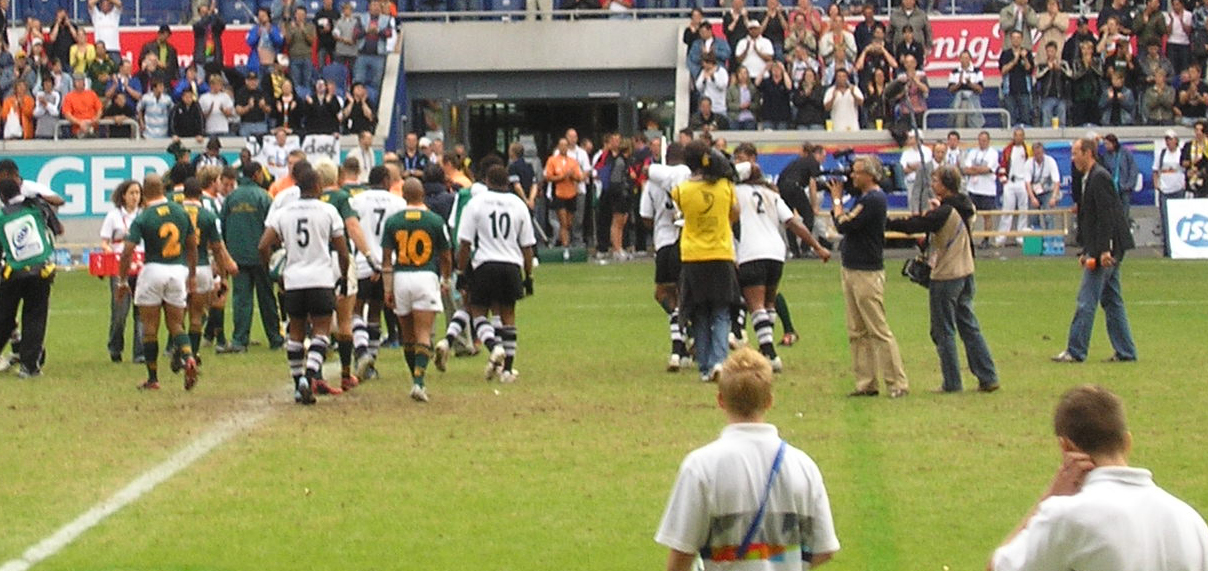
Das Finale im 7er-Rugby